# Lema (genre)
Pour les articles homonymes, voir Lema.
Genre
Lema est un genre d'insectes coléoptères de la famille des Chrysomelidae, de la sous-famille des Criocerinae.

## Liste de sous-genres et espèces
Selon BioLib (5 janvier 2018) :
- Sous-genre Lema Fabricius, 1798
  - Lema balteata LeConte., 1884
  - Lema circumvittata Clark, 1866
  - Lema confusa Chevrolat, 1835
  - Lema conjuncta Lacordaire, 1845
  - Lema cyanella (Linnaeus, 1758)
  - Lema flavosignata Jacoby, 1884
  - Lema frontalis Baly, 1862
  - Lema maderensís R. White, 1993
  - Lema mjoebergi Weise, 1916
  - Lema multipunctata (Clark, 1864)
  - Lema pubipes Clark, 1866
  - Lema rufobasilis Heinze, 1943
  - Lema solani Fabricius, 1798
  - Lema togata Lacordaire, 1845
  - Lema trabeata Lacordaire, 1845
  - Lema unifasciata Fabricius, 1792
- Sous-genre Petauristes Latreille, 1829
  - Lema bifasciata (Fabricius, 1792)
  - Lema pura Clark, 1866
  - Lema violacea Lacordaire, 1845
- Sous-genre Quasilema Monrós, 1951
  - Lema apicalis Lacordaire, 1845
  - Lema autoptera Monrós, 1952
  - Lema bilineata Germar, 1824
  - Lema daturaphila Kogan & Goeden, 1970 - Chrysomèle rayée de la pomme de terre - syn. anciens : Lema trilineata (Olivier), Lema trilinea White
  - Lema melanofrons R. White, 1993
  - Lema nigrovittata (Guérin-Méneville, 1844)
  - Lema trivittata Say, 1824
- Non classés
  - Lema adamsii Baly, 1865
  - Lema cirsicola Chujo, 1959
  - Lema concinnipennis Baly, 1865
  - Lema delicatula Baly, 1873
  - Lema dilecta Baly, 1873
  - Lema diversa Baly, 1873
  - Lema fortunei Baly, 1859
  - Lema honorata Baly, 1873
  - Lema paagai Chujo, 1933
  - Lema scutellaris (Kraatz, 1879)

## Espèce européenne
Selon Fauna Europaea (9 janvier 2022) :
- Lema cyanella (Linnaeus, 1758)